# Полтавський батальйон небайдужих
«Полтавський батальйон небайдужих» — найактивніша на Полтавщині та одна з найчисленніших в Україні волонтерських організацій допомоги українським військовим у зоні АТО. Займається постачанням їжі, одягу, маскувальних сіток, автотранспорту, різноманітних приладів тощо, ремонтом техніки, лікуванням та реабілітацією бійців, а також роботою з їх дітьми. Працює при Успенському соборі Полтави.

## Історія
Організацію заснували навесні 2014 року архієпископ Полтавський і Кременчуцький Федір та його однодумці з Полтави — Наталія Гранчак, Наталія Святцева, Наталія Челепа і Олександра Сиротенко. У березні архієпископ Федір разом із трьома полтавськими священиками та архієпископом Кримським Климентом їздив Кримом, де брав участь у проукраїнських акціях та відвідав кілька військових частин. Крім того, полтавські активісти, що об'єдналися на базі Успенського собору, збирали гроші на допомогу Феодосійському окремому батальйону морської піхоти. З початком війни на сході України вони продовжили допомогу військовим, висвітлюючи свою діяльність у Facebook. Тоді ж з'явилася й назва групи.
За словами волонтерів організації, її активна робота почалася в травні 2014, а поїздки на схід — у червні. Вже до кінця липня на потреби армії вдалося зібрати 300 тисяч гривень. Найбільше пожертв надходило в липні — серпні. За півроку існування (станом на жовтень 2014) було зібрано більше мільйона гривень, за рік (на березень 2015) — 3,5 мільйона, за два роки (на березень 2016) — 4,6 мільйона, за три роки (на березень 2017) — близько 6 мільйонів. Крім того, «Батальйон» отримує від благодійників чимало негрошової допомоги (за перший рік роботи — понад 250 тонн, а за перші три роки — понад 350 тонн різноманітних речей). Спершу організація приділяла велику увагу постачанню продуктів та побутових речей, а з поліпшенням державного забезпечення армії на перший план вийшло технічне забезпечення, лікування та соціальна робота.
У лютому 2015 група зареєструвалася як громадська організація «Команда небайдужих». Крім того, вона зареєструвала благодійний фонд «Полтавський батальйон небайдужих» для роботи в соціальному напрямі.
За даними групи, спершу вона складалася з 5 людей. Кількість її членів поступово збільшувалася, і до лютого 2015 кількість лише координаторів перевищила 40. Станом на травень 2016 постійну участь в організації брали близько 150 людей.
26 листопада 2014 у Полтавському національному педагогічному університеті було презентовано фільм про «Полтавський батальйон небайдужих». Стрічку під назвою «7 годин до війни» зняв канал Eney.TV за підтримки руху «Злам Стереотипів»; автор — Олександр Коба.

## Діяльність

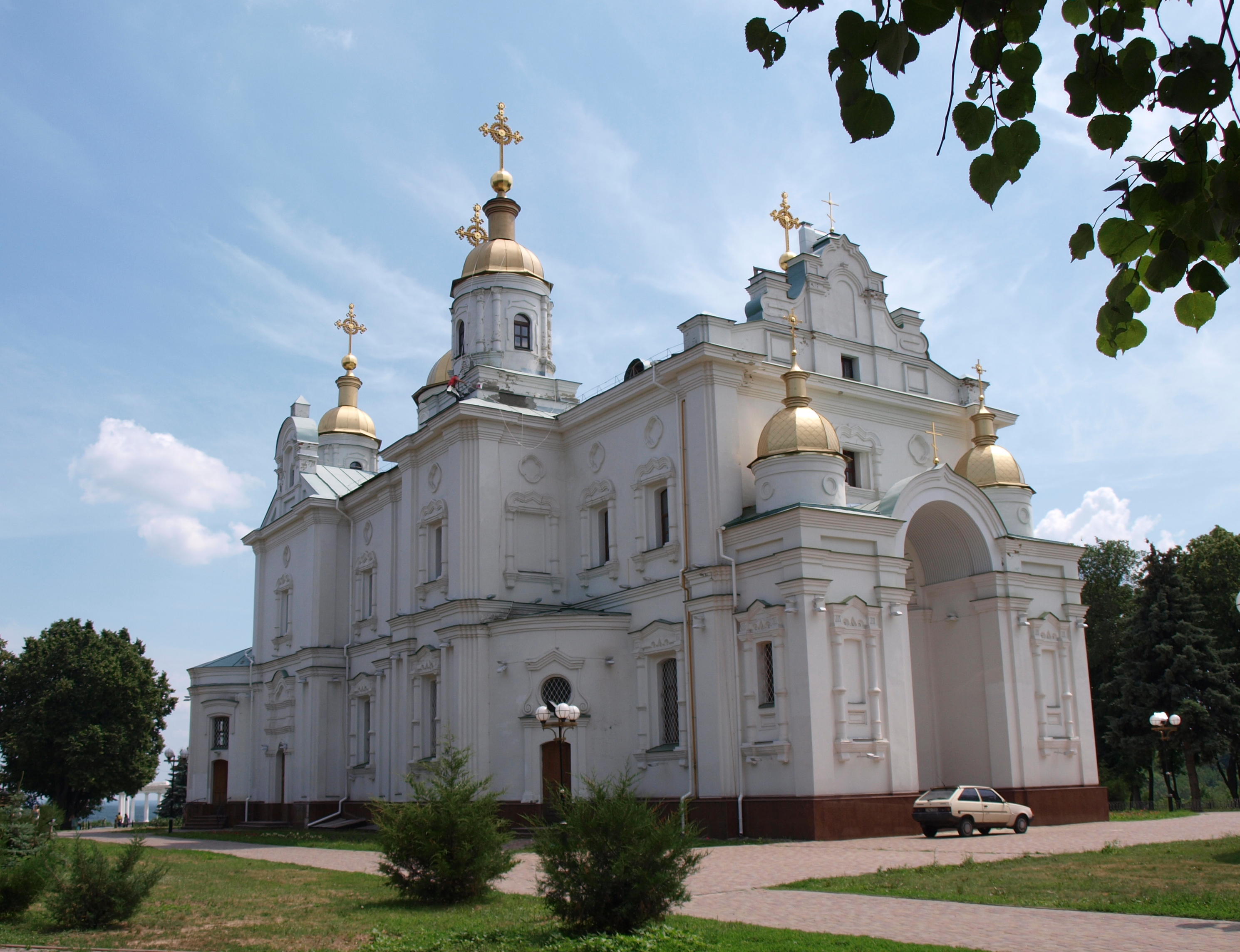
Свято-Успенський собор Полтави

Організація має близько 10 підрозділів, що спеціалізуються на різних видах допомоги військовим. Крім того, при ній діє дитячий центр «Джерело». Також за її участі створений Центр соціально-психологічної адаптації учасників АТО.
Активісти організації регулярно їздять у різні населені пункти зони АТО, доправляючи військовим різноманітну допомогу. За повідомленням групи, станом на 2014—2015 роки щотижня відправлялося кілька машин. Особливу увагу вона приділяє 16-му окремому мотопіхотному батальйону (раніше БТрО «Полтава») та полтавцям із інших військових формувань. За даними організації, її допомогу отримували батальйони «Донбас», «Айдар», «Золоті Ворота», полки «Азов» та «Дніпро-1», а також 25-та, 28-ма, 30-та, 43-тя, 57-ма, 58-ма, 72-га, 79-та, 92-га, 93-тя, 95-та і 128-ма бригади.
Зброю та її елементи «Батальйон» не надає, але надає засоби захисту. Передана техніка ставиться на баланс військових підрозділів. За даними організації, за перші 2 роки роботи вона закупила 9 автомобілів, 9 тепловізорів, 192 прилади нічного бачення, 93 біноклі, 920 тактичних окулярів, 605 тактичних ліхтарів, 385 рацій, 10 генераторів, 35 бензопилок, 105 бронежилетів, 890 розвантажувальних систем, 414 комплектів форми, 401 комбінезон для танкістів, 784 дощові плащі, 1218 комплектів термобілизни та багато іншого. За третій рік роботи військовим було передано, серед іншого обладнання, 1 квадрокоптер, 13 приладів нічного бачення, 7 бензопилок та 8 біноклів.
Власними силами волонтери за перші два роки виготовили 13 471 м2 маскувальних сіток, 278 маскувальних костюмів, зокрема «кікімор», 400 комплектів спідньої білизни, 300 подушок, 570 килимків для техніки, сухих борщів на 13 тисяч літрів та багато іншого продовольства. Після трьох років роботи площа виготовлених маскувальних сіток сягнула майже 22 000 м2, а кількість маскувальних костюмів — 448. Як і інші волонтерські організації, «Полтавський батальйон небайдужих» передає військовим і дитячі малюнки. 
Дитячий центр «Джерело», створений «Батальйоном», влаштовує заняття в школах вихідного дня й літній відпочинок у таборі під Новими Санжарами (насамперед для дітей загиблих військовослужбовців). За словами волонтерів, 2015 року в таборі за дві зміни відпочили понад 270 дітей, із яких більше 100 (діти бійців АТО) — безкоштовно, а 2016 — 310.
За участю організації створений Центр соціально-психологічної адаптації учасників АТО. Він має на меті надавати правову, психологічну та духовну допомогу; крім того, в ньому є тренажерний зал та масажний кабінет. Центр відкрито 7 травня 2016 за участю патріарха Філарета та архієпископа Федора. За перший місяць він прийняв 60 військових.
2016 року представник «Команди небайдужих» Тетяна Беличко разом із представниками інших громадських організацій була включена до складу комісії з переатестації поліцейських Полтавщини.
Організація має невеликий музей речей із зони АТО, де представлено гільзи від гаубиці, уламки від «Граду», посічені каски, шеврони військових тощо.
«Полтавський батальйон небайдужих» збирає кошти на банківські рахунки та в скриньки. На церковні свята він влаштовує ярмарки, де продає власноруч зроблені сувеніри, смаколики та інші речі. 2015 року відбулося 6 таких ярмарків, а 2016 (станом на липень) — 4; у червні 2017 пройшов 15-й ярмарок. Допомога надходить як від приватних осіб, так і від підприємств. За словами архієпископа Федора, пожертви «Батальйону» передають організатори майже всіх культурних заходів міста, а багато торгових організацій роблять волонтерам суттєві знижки. Суттєво допомагає й українська діаспора — насамперед зі США, Канади, Німеччини, Чехії, Іспанії та Австралії. Про надходження й витрати група звітує у Facebook та на спеціальних прес-конференціях.
2015 року організація повідомила про виявлення шахраїв, що представляються її волонтерами, і закликала перевіряти посвідчення у тих, хто працює від її імені.

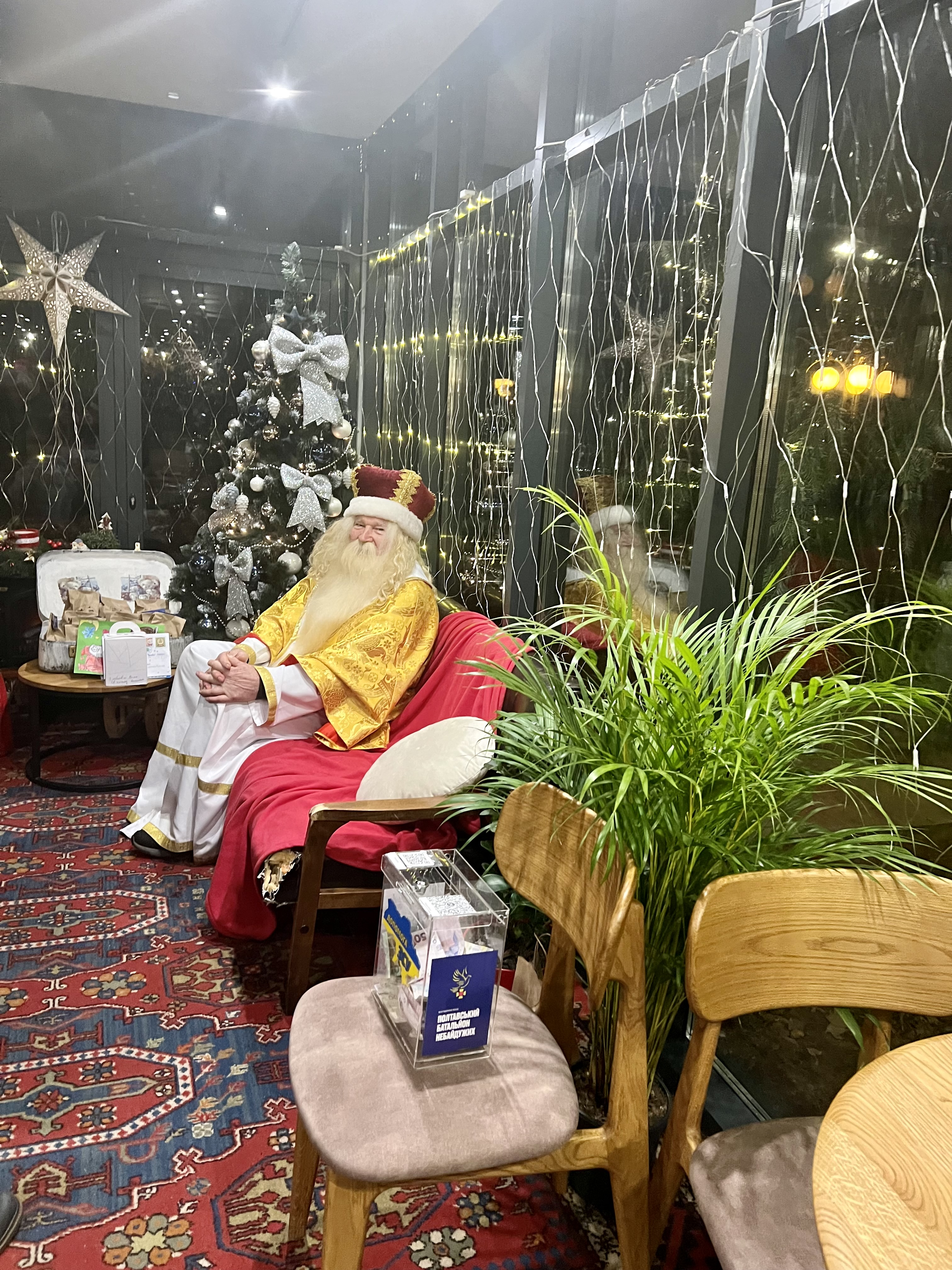

Одним із проектів «Полтавського батальйону небайдужих» є проведення для дітей Свята Святого Миколая в резиденції на Соборному майдані біля Свято-Успенського собору ПЦУ. Відвідати резиденцію можна безкоштовно. В будиночку діти можуть зустрітись зі Святим Миколаєм, отримати від нього солодкі подарунки, розповісти про свої мрії, передати йому листа. Кошти, виручені в благодійному кафе «Благо Кава», йдуть на допомогу захисникам і захисницям України. Будиночок Святого Миколая під егідою організації працює з 2015 року.

## Відзнаки
- Одна з координаторів[3][16] «Полтавського батальйону небайдужих» Наталія Святцева нагороджена орденом «За заслуги» III ступеня (указ президента України від 22 серпня 2016 року)[42].
- Чимало активістів організації відзначені медаллю Української православної церкви Київського патріархату «За жертовність і любов до України». За деякими даними, станом на квітень 2015 її отримали 43 активіста[43]. Нагородження проходили, зокрема, 30 березня 2015[44][45] та 29 листопада 2015[46].
- 20 волонтерів організації та кількох підприємців, які їй допомагали, нагороджено грамотами Полтавської обласної ради (розпорядження голови облради О. Ю. Біленького від 29 березня 2016)[47].
- У червні 2015 архієпископ Полтавський і Кременчуцький Федір отримав премію імені Панаса Мирного Полтавської обласної ради у номінації «Благодійна та громадська діяльність» за організацію надання допомоги учасникам АТО[48][49].